# Mancomunidad de Alta Sanabria
La Mancomunidad de Alta Sanabria es una agrupación voluntaria de municipios para la gestión en común de determinados servicios de competencia municipal, creada por varios municipios en la provincia de Zamora, de la comunidad autónoma de Castilla y León, España.
Tiene personalidad jurídica propia, además de la consideración de entidad local. Engloba una población de casi 2.000 habitantes diseminados en diferentes núcleos de población de la comarca de Sanabria.

## Municipios integrados
La mancomunidad de Alta Sanabria está formada por los siguientes municipios:
- Hermisende
- Lubián
- Pías
- Porto

## Sede
Tendrá su capitalidad, alternativamente, en el municipio donde radique su presidencia, teniendo como domicilio social y lugar de reuniones las respectivas casas consistoriales.

## Fines
La mancomunidad tiene por objeto aunar los esfuerzos y posibilidades económicas de los citados Municipios para la creación y sostenimiento de las siguientes actividades y servicios:
- Asesoramiento e información, jurídica, técnica y urbanística.
- Completar los servicios de abastecimiento domiciliario de agua domiciliaria de agua potable, alcantarillado y aguas residuales.
- Conservación de caminos y vías rurales.
- Limpieza viaria.
- Patrimonio tradicional y cultural, promoción de actividades culturales y ocupación del tiempo libre.
- Promoción económica y social.

- Recogida y tratamiento de residuos.
- Turismo.

## Estructura orgánica
El gobierno y administración de la Mancomunidad corresponde a los siguientes órganos:
- Asamblea de Concejales.
- Consejo Directivo.
- Presidente.
- Vicepresidente.